# Piotr Stelmach (koszykarz)
Piotr Stelmach (ur. 23 lutego 1984 w Kamieniu Pomorskim) – były polski koszykarz występujący na pozycji silnego skrzydłowego, także były reprezentant kraju.
Od lipca 2011 do listopada 2012 zawodnik Zastalu Zielona Góra. W sezonie 2012/2013 oraz 2013/2014 występował w PGE Turowie Zgorzelec. W sierpniu 2015 roku podpisał umowę z Anwilem Włocławek.
6 lipca 2016 został zawodnikiem AZS Koszalin. 19 sierpnia 2017 podpisał kontrakt z zespołem Czarnych Słupsk.

## Osiągnięcia
Na podstawie, o ile nie zaznaczono inaczej.
NCAA
- Uczestnik II rundy turnieju NCAA (2004, 2005)
- Mistrz sezonu regularnego konferencji Southeastern (SEC – 2004)
- Zaliczony do składu:
  - SEC Freshman Academic Honor Roll (2004)
  - SEC Winter Academic Honor Roll (2005, 2006)

Drużynowe
- Mistrz:
  - Polski (2014)
  - Polski juniorów (2002)
- Wicemistrz Polski (2013)
- Brązowy medalista Mistrzostw Polski (2012)
- Zdobywca Pucharu Polski (2009)
- 2-krotny finalista Pucharu Polski (2012, 2014)

Indywidualne
- Uczestnik Meczu Gwiazd PLK (2010)

Reprezentacja
- Uczestnik:
  - Mistrzostw Europy U-18 (2002 – 8. miejsce)
  - kwalifikacji do Eurobasketu U-20 (2004)

## Statystyki

### Statystyki podczas występów w PLK
- Sezon 2008/2009 (Kotwica Kołobrzeg): 29 meczów (średnio 6,4 punktu oraz 3,3 zbiórki w ciągu 15,4 minuty)
- Sezon 2009/2010 (Kotwica Kołobrzeg): 28 meczów (średnio 11,5 punktu oraz 4 zbiórki w ciągu 27,4 minuty)
- Sezon 2010/2011 (PBG Basket Poznań): 27 meczów (średnio 9,5 punktu oraz 3,4 zbiórki w ciągu 21,7 minuty)
- Sezon 2011/2012 (Zastal Zielona Góra): 43 mecze (średnio 9,3 punktu oraz 3,8 zbiórki w ciągu 25,1 minuty)

### Statystyki podczas występów w I lidze
- Sezon 2002/2003 (SMS Warka): 24 mecze (średnio 11,5 punktu)
- Sezon 2007/2008 (Prokom Trefl II Sopot): 25 meczów (średnio 15 punktów oraz 6,9 zbiórki w ciągu 30 minut)

### Statystyki podczas występów w II lidze
- Sezon 2000/2001 (SMS Warka): 13 meczów (średnio 0,2 punktu)
- Sezon 2001/2002 (SMS Warka): 21 meczów (średnio 8,5 punktu)
- Sezon 2002/2003 (SMS II Warka): 1 mecz (22 punkty)